# فالنيفا

فالنيفا هي شركة تقانة حيوية فرنسية يقع مقرها الرئيسي في سانت اربلن،فرنسا.تقوم بتطوير وتصنيع لقاحات للأمراض المعدية لديها مصانع في ليفينغستون ، اسكتلندا ؛ سولنا ، السويد وفيينا ، النمسا ، ولها مكاتب أخرى في فرنسا وكندا والولايات المتحدة.